# Вангбі Чік'ала (Південна Дакота)
Вангбі-Чік'ала ({лакота Waŋblí Čik’ala) — переписна місцевість (CDP) в США, в окрузі Корсон штату Південна Дакота. Населення — 367 осіб (2020).

## Географія
Вангбі-Чік'ала розташована за координатами 45°40′56″ пн. ш. 100°47′49″ зх. д. / 45.68222° пн. ш. 100.79694° зх. д. (45.682301, -100.797023).  За даними Бюро перепису населення США в 2010 році переписна місцевість мала площу 3,69 км², з яких 3,62 км² — суходіл та 0,07 км² — водойми.

## Демографія
Згідно з переписом 2010 року, у переписній місцевості мешкало 319 осіб у 72 домогосподарствах у складі 61 родини. Густота населення становила 87 осіб/км².  Було 74 помешкання (20/км²).
Расовий склад населення:
| - 98,1 % — корінних американців - 0,6 % — білих |

До двох чи більше рас належало 0,9 %. Частка іспаномовних становила 3,1 % від усіх жителів.
За віковим діапазоном населення розподілялося таким чином: 42,9 % — особи молодші 18 років, 54,6 % — особи у віці 18—64 років, 2,5 % — особи у віці 65 років та старші. Медіана віку мешканця становила 21,6 року. На 100 осіб жіночої статі у переписній місцевості припадало 84,4 чоловіків;  на 100 жінок у віці від 18 років та старших — 85,7 чоловіків також старших 18 років.
Середній дохід на одне домашнє господарство  становив 23 862 долари США (медіана — 17 596), а середній дохід на одну сім'ю — 23 700 доларів (медіана — 14 531). 
Цивільне працевлаштоване населення становило 54 особи. Основні галузі зайнятості: освіта, охорона здоров'я та соціальна допомога — 37,0 %, роздрібна торгівля — 18,5 %, мистецтво, розваги та відпочинок — 13,0 %, будівництво — 11,1 %.